# Franco Ochoa

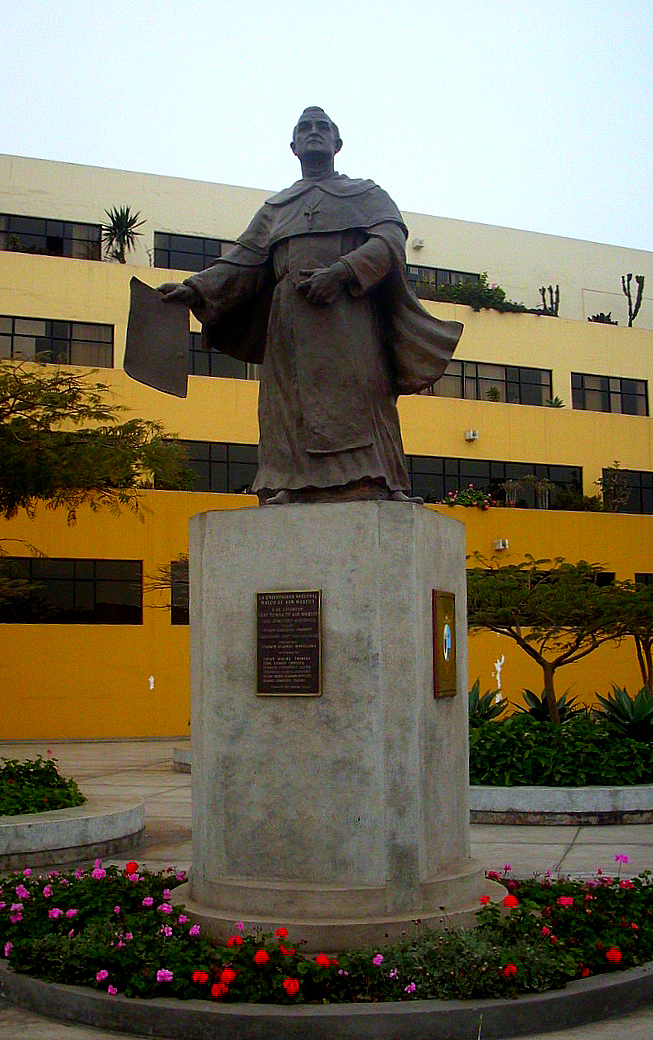
Monumento a Tomás de San Martín. Obra de Franco Ochoa

Raúl Efraín Franco Ochoa (Lima, 1955) es un escultor peruano.

## Biografía
Nació en Lima. Estudió en los colegios Escuela Peruana y Víctor Andrés Belaúnde del distrito de la Victoria. En la Escuela Nacional Superior Autónoma de Bellas Artes del Perú estudió escultura. Fue alumno del artista plástico Félix Rebolledo y del escultor Miguel Baca Rossi. Se graduó como Artista Profesional en Dibujo y Escultura.
Entre sus obras escultóricas tenemos los bustos a Jorge Basadre ubicado en la Biblioteca Nacional del Perú y en la Sala Basadre del Palacio de Gobierno del Perú; el busto del expresidente del Perú Fernando Belaunde ubicado en la Plaza Perú de Buenos Aires; el monumento a Tomás de San Martín ubicado en la Universidad de San Marcos; las estatuas de los incas en la Plaza Manco Cápac, entre otros.
En 1997 su estatua en Piedra La Patria, monumento a los Héroes del Cenepa en Lima. Fue el Ganador del Primer Lugar y Premio Excelencia del Concurso de Parques y Jardines 1997. En 2021 Franco Ochoa exhibió sus trabajos por el Bicentenario de la República en la exposición temporal "Las independencias regionales. Guerra, mujeres y participación popular", que se monto en el Lugar de la Memoria.

## Esculturas

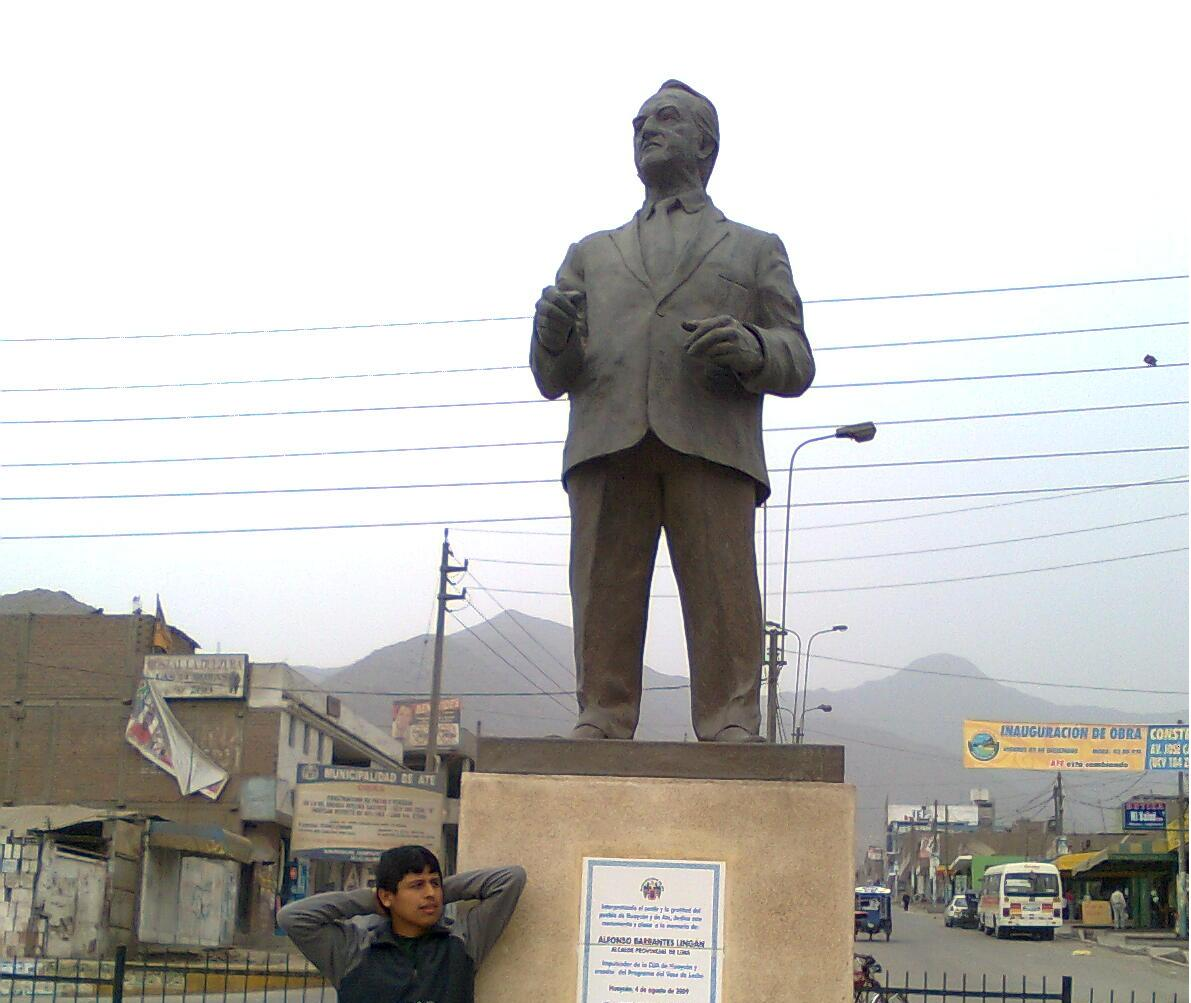
Alfonso Barrantes. Obra de Franco Ochoa
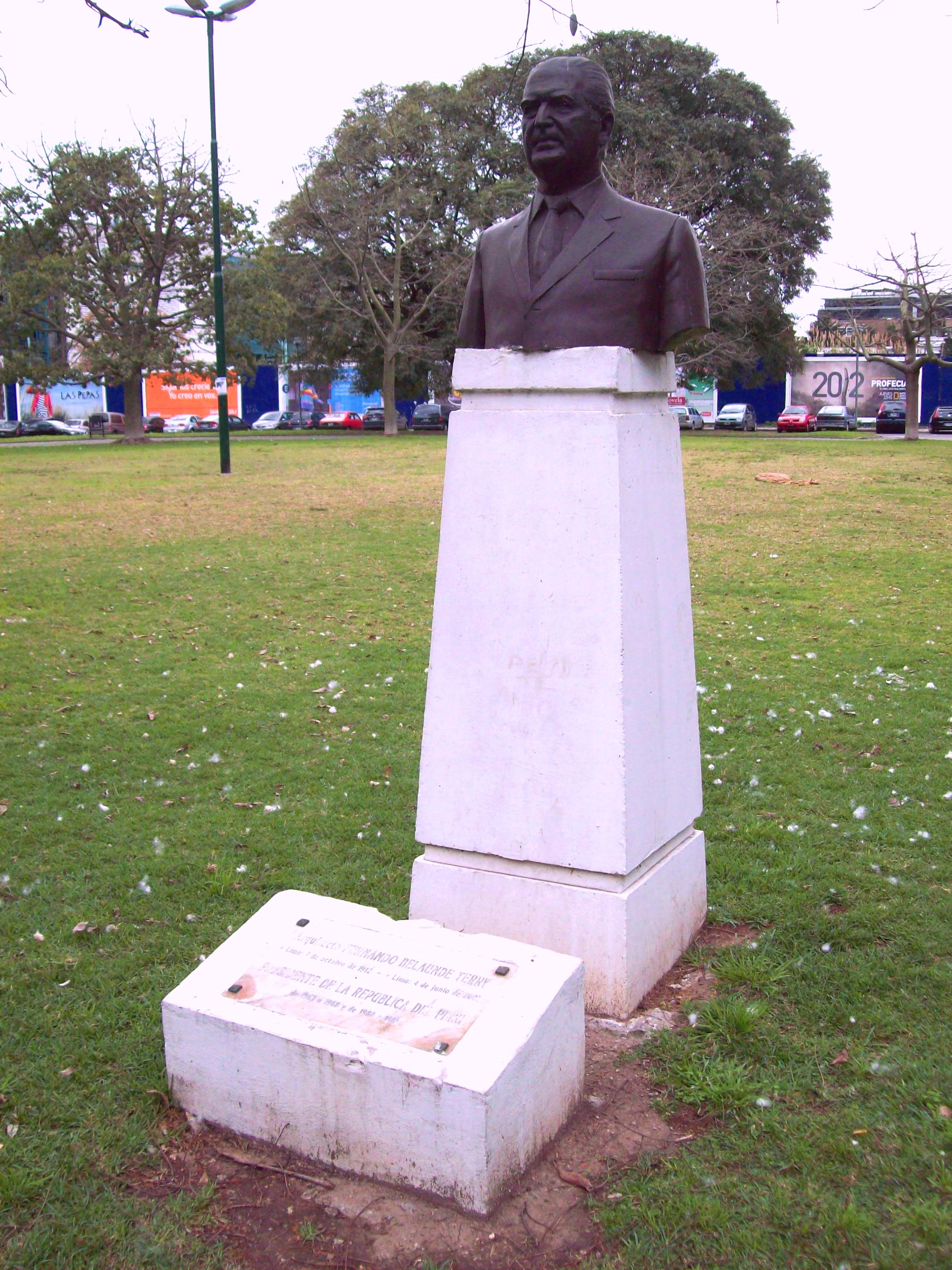
Busto de Fernando Belaunde. Obra de Franco Ochoa
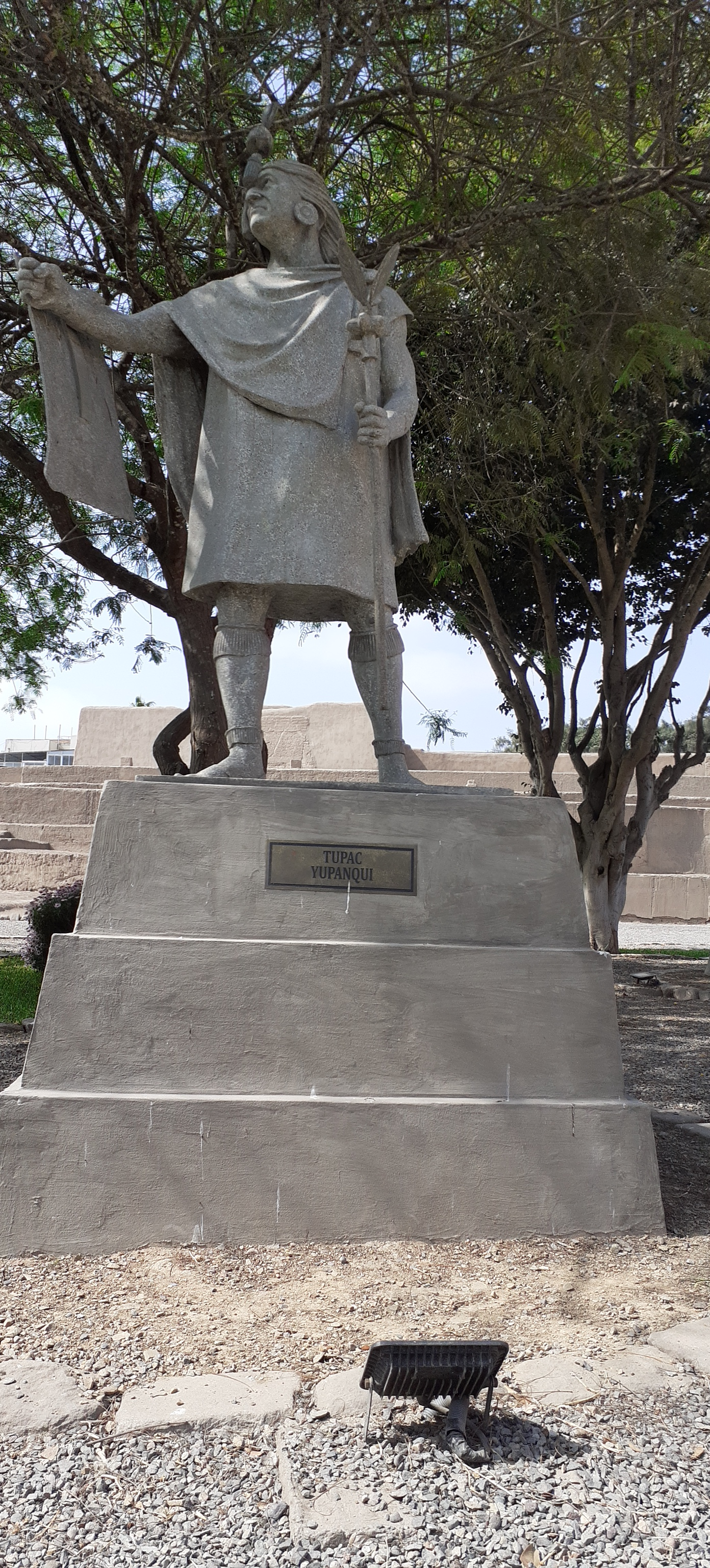
Túpac Yupanqui. Obra de Franco Ochoa
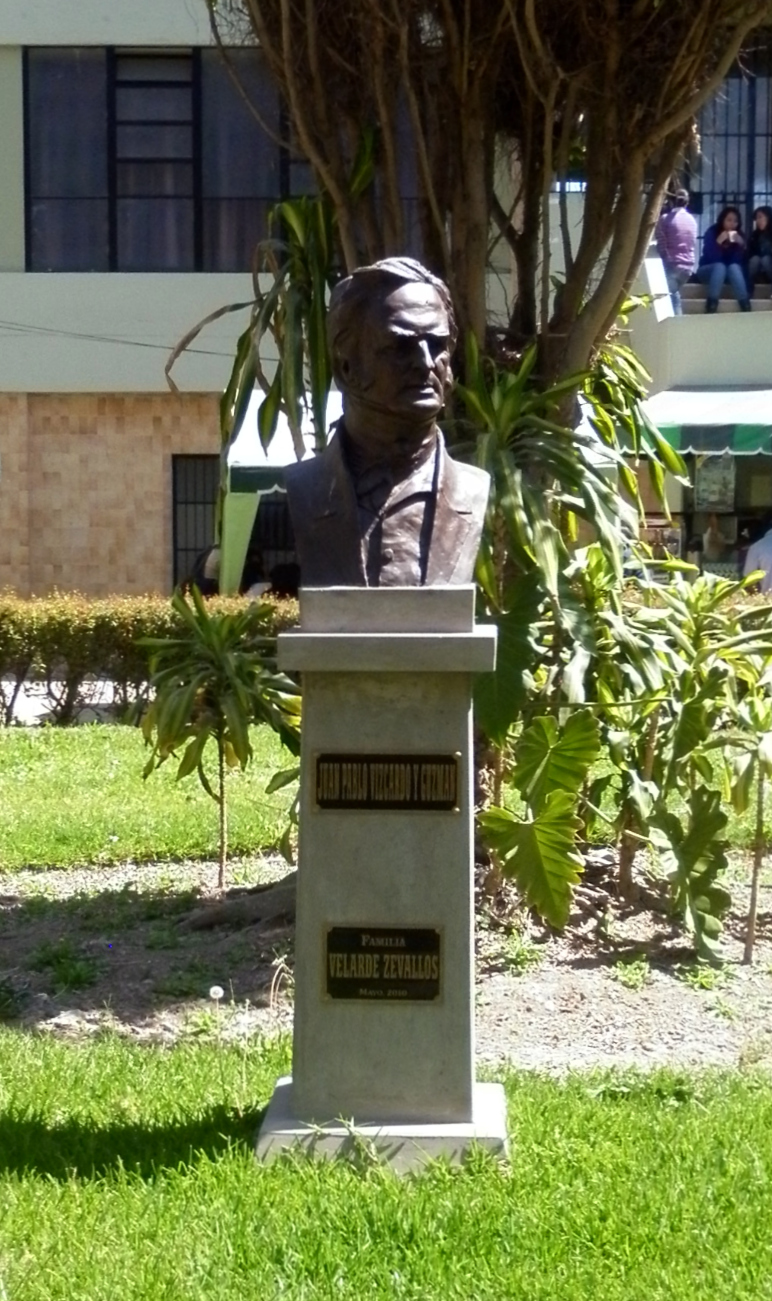
Juan Pablo Viscardo y Guzmán. Obra de Franco Ochoa